# Llista d'ocells de Gibraltar
Aquesta llista d'ocells de Gibraltar inclou totes les espècies d'ocells trobats a Gibraltar: 313, de les quals una fou introduïda pels humans i 4 estan amenaçades d'extinció.
Els ocells s'ordenen per ordre i família.

## Gaviiformes

### Gaviidae
- Gavia stellata
- Gavia arctica
- Gavia immer

## Podicipediformes

### Podicipedidae
- Tachybaptus ruficollis
- Podiceps nigricollis

## Procellariiformes

### Procellariidae
- Daption capense
- Calonectris diomedea
- Puffinus gravis
- Puffinus griseus
- Puffinus mauretanicus
- Puffinus yelkouan
- Puffinus baroli

### Hydrobatidae
- Hydrobates pelagicus
- Oceanodroma leucorhoa

## Pelecaniformes

### Sulidae
- Morus bassanus

### Phalacrocoracidae
- Phalacrocorax carbo
- Phalacrocorax aristotelis

## Ciconiiformes

### Ardeidae
- Ardea cinerea
- Ardea purpurea
- Egretta garzetta
- Ardeola ralloides
- Bubulcus ibis
- Nycticorax nycticorax
- Ixobrychus minutus

## Ciconiiformes

### Ciconiidae
- Ciconia nigra
- Ciconia ciconia

### Threskiornithidae
- Plegadis falcinellus
- Platalea leucorodia

## Phoenicopteriformes

### Phoenicopteridae
- Phoenicopterus roseus

## Anseriformes

### Anatidae
- Anser anser
- Tadorna tadorna
- Anas penelope
- Anas strepera
- Anas crecca
- Anas platyrhynchos
- Anas acuta
- Anas querquedula
- Aythya fuligula
- Aythya marila
- Melanitta nigra
- Mergus serrator

## Falconiformes

### Pandionidae
- Pandion haliaetus

## Falconiformes

### Accipitridae
- Pernis apivorus
- Elanus caeruleus
- Milvus milvus
- Milvus migrans
- Gypaetus barbatus
- Neophron percnopterus
- Gyps ruepellii
- Gyps fulvus
- Aegypius monachus
- Circaetus gallicus
- Circus aeruginosus
- Circus cyaneus
- Circus macrourus
- Circus pygargus
- Accipiter nisus
- Accipiter gentilis
- Buteo buteo
- Buteo rufinus
- Aquila pomarina
- Aquila clanga
- Aquila adalberti
- Aquila chrysaetos
- Aquila fasciatus
- Aquila pennatus

## Falconiformes

### Falconidae
- Falco naumanni
- Falco tinnunculus
- Falco vespertinus
- Falco eleonorae
- Falco columbarius
- Falco subbuteo
- Falco biarmicus
- Falco peregrinus

## Galliformes

### Phasianidae
- Alectoris barbara
- Coturnix coturnix
- Phasianus colchicus

## Gruiformes

### Gruidae
- Grus grus

### Rallidae
- Porphyrio porphyrio
- Porphyrio alleni
- Gallinula chloropus
- Fulica atra

### Otididae
- Otis tarda

## Charadriiformes

### Haematopodidae
- Haematopus ostralegus

### Recurvirostridae
- Himantopus himantopus
- Recurvirostra avosetta

### Burhinidae
- Burhinus oedicnemus

### Glareolidae
- Glareola pratincola

### Charadriidae
- Vanellus vanellus
- Pluvialis apricaria
- Pluvialis squatarola
- Charadrius hiaticula
- Charadrius alexandrinus

### Scolopacidae
- Scolopax rusticola
- Lymnocryptes minimus
- Gallinago gallinago
- Limosa limosa
- Limosa lapponica
- Numenius phaeopus
- Numenius arquata
- Tringa totanus
- Tringa ochropus
- Actitis hypoleucos
- Arenaria interpres
- Calidris canutus
- Calidris alba
- Calidris minuta
- Calidris ferruginea
- Calidris alpina
- Phalaropus lobatus
- Phalaropus fulicarius

### Stercorariidae
- Stercorarius skua
- Stercorarius pomarinus
- Stercorarius parasiticus

### Laridae
- Larus canus
- Larus audouinii
- Larus delawarensis
- Larus marinus
- Larus glaucoides
- Larus argentatus
- Larus fuscus
- Larus michahellis
- Larus cirrocephalus
- Larus ridibundus
- Larus genei
- Larus melanocephalus
- Larus atricilla
- Larus minutus
- Xema sabini
- Rissa tridactyla

### Sternidae
- Sterna nilotica
- Sterna caspia
- Sterna bengalensis
- Sterna sandvicensis
- Sterna maxima
- Sterna dougallii
- Sterna hirundo
- Sterna paradisaea
- Sterna albifrons
- Chlidonias hybridus
- Chlidonias leucopterus
- Chlidonias niger

### Alcidae
- Uria aalge
- Alca torda
- Fratercula arctica

## Pterocliformes

### Pteroclidae
- Pterocles alchata

## Columbiformes

### Columbidae
- Columba livia
- Columba oenas
- Columba palumbus
- Streptopelia turtur
- Streptopelia decaocto

## Cuculiformes

### Cuculidae
- Clamator glandarius
- Cuculus canorus

## Strigiformes

### Tytonidae
- Tyto alba

### Strigidae
- Otus scops
- Bubo bubo
- Strix aluco
- Athene noctua
- Asio otus
- Asio flammeus

## Caprimulgiformes

### Caprimulgidae
- Caprimulgus ruficollis
- Caprimulgus europaeus

## Apodiformes

### Apodidae
- Tachymarptis melba
- Apus apus
- Apus pallidus
- Apus affinis
- Apus caffer

## Coraciiformes

### Alcedinidae
- Alcedo atthis

### Meropidae
- Merops persicus
- Merops apiaster

### Coraciidae
- Coracias garrulus

### Upupidae
- Upupa epops

## Piciformes

### Picidae
- Jynx torquilla
- Dendrocopos major
- Picus viridis

## Passeriformes

### Alaudidae
- Melanocorypha calandra
- Calandrella brachydactyla
- Calandrella rufescens
- Galerida cristata
- Galerida theklae
- Lullula arborea
- Alauda arvensis

### Hirundinidae
- Riparia riparia
- Ptyonoprogne rupestris
- Hirundo rustica
- Cecropis daurica
- Delichon urbica

### Motacillidae
- Motacilla alba
- Motacilla flava
- Motacilla cinerea
- Anthus richardi
- Anthus campestris
- Anthus trivialis
- Anthus pratensis
- Anthus cervinus
- Anthus petrosus
- Anthus spinoletta

### Regulidae
- Regulus regulus
- Regulus ignicapillus

### Troglodytidae
- Troglodytes troglodytes

### Prunellidae
- Prunella collaris
- Prunella modularis

### Turdidae
- Monticola saxatilis
- Monticola solitarius
- Turdus torquatus
- Turdus merula
- Turdus pilaris
- Turdus iliacus
- Turdus philomelos
- Turdus viscivorus

### Cisticolidae
- Cisticola juncidis

### Sylviidae
- Cettia cetti
- Locustella naevia
- Locustella luscinioides
- Acrocephalus melanopogon
- Acrocephalus schoenobaenus
- Acrocephalus scirpaceus
- Acrocephalus dumetorum
- Acrocephalus arundinaceus
- Hippolais opaca
- Hippolais polyglotta
- Hippolais icterina
- Phylloscopus trochilus
- Phylloscopus collybita
- Phylloscopus ibericus
- Phylloscopus sindianus
- Phylloscopus bonelli
- Phylloscopus sibilatrix
- Phylloscopus proregulus
- Phylloscopus inornatus
- Phylloscopus borealis
- Sylvia atricapilla
- Sylvia borin
- Sylvia communis
- Sylvia curruca
- Sylvia hortensis
- Sylvia cantillans
- Sylvia melanocephala
- Sylvia conspicillata
- Sylvia deserticola
- Sylvia undata
- Sylvia sarda

### Muscicapidae
- Muscicapa striata
- Ficedula hypoleuca
- Ficedula parva
- Erithacus rubecula
- Luscinia megarhynchos
- Luscinia svecica
- Cercotrichas galactotes
- Phoenicurus ochruros
- Phoenicurus phoenicurus
- Saxicola rubetra
- Saxicola rubicola
- Oenanthe leucura
- Oenanthe oenanthe
- Oenanthe hispanica
- Oenanthe deserti

### Aegithalidae
- Aegithalos caudatus

### Paridae
- Periparus ater
- Lophophanes cristatus
- Parus major
- Cyanistes caeruleus

### Tichodromidae
- Tichodroma muraria

### Certhiidae
- Certhia brachydactyla

### Oriolidae
- Oriolus oriolus

### Laniidae
- Lanius collurio
- Lanius meridionalis
- Lanius nubicus
- Lanius senator

### Corvidae
- Garrulus glandarius
- Pica pica
- Pyrrhocorax pyrrhocorax
- Pyrrhocorax graculus
- Corvus monedula
- Corvus splendens
- Corvus corone
- Corvus corax

### Sturnidae
- Sturnus vulgaris
- Sturnus unicolor

### Ploceidae
- Ploceus cucullatus
- Quelea erythrops
- Quelea quelea
- Euplectes hordeaceus

### Estrildidae
- Estrilda troglodytes
- Estrilda astrild

### Emberizidae
- Emberiza citrinella
- Emberiza leucocephalos
- Emberiza cirlus
- Emberiza cia
- Emberiza hortulana
- Emberiza schoeniclus
- Emberiza calandra
- Zonotrichia albicollis
- Junco hyemalis

### Cardinalidae
- Passerina cyanea

### Icteridae
- Dolichonyx oryzivorus

### Fringillidae
- Fringilla coelebs
- Fringilla montifringilla
- Carpodacus erythrinus
- Loxia curvirostra
- Carduelis chloris
- Carduelis spinus
- Carduelis carduelis
- Carduelis cannabina
- Serinus serinus
- Pyrrhula pyrrhula
- Coccothraustes coccothraustes
- Bucanetes githaginea

### Passeridae
- Passer domesticus
- Passer hispaniolensis
- Passer montanus[1]